# Зубов, Владимир Кириллович
Владимир Кириллович Зубов (24 сентября 1856 — ?) — русский военачальник, генерал-майор. Участник русско-турецкой войны 1877—1878 годов, кампании 1880—1881 годов в Туркестане, похода в Китай 1900—1901 годов, русско-японской войны 1904—1905 годов, первой мировой войны.

## Биография
Получил домашнее образование.
В службу вступил 5 февраля 1873 года. Участник русско-турецкой войны 1877—1878 гг.
Окончил Московское пехотное юнкерское училище по 2-му разряду (1880). Выпущен прапорщиком (27.11.1880) в 73-й пехотный Крымский полк. Участник кампании 1880—1881 гг в Туркестане. Подпоручик (01.08.1884). Поручик (01.08.1888). Штабс-капитан (22.07.1890). Капитан (15.03.1895).
Участник похода в Китай 1900—1901 гг. Подполковник (22.02.1901).
Участник русско-японской войны 1904—1905 гг. в составе 13-го Восточно-Сибирского стрелкового полка в Порт-Артуре. Полковник (13.05.1904; за боевые отличия). Пошёл в плен.
Командир 27-го Сибирского стрелкового полка (18.06.1908-14.01.1914). Генерал-майор (14.01.1914; за отличие). Командир 1-й бригады 7-й Сибирской стрелковой дивизии (с 14.01.1914).
Участник Первой мировой войны. Командир 2-й бригады 5-й Сибирской стрелковой дивизии (с 16.06.1914). Награждён орденом св. Георгия 4-й степени (29.05.1915). На 10.07.1916 в том же чине и должности.
В период Гражданской войны — начальник запасной бригады во Владивостоке. После прихода к власти Временного правительства Приморской областной земской управы 02.04.1920 зачислен в резерв чинов до ассигнования пенсии. Приказом войскам Временного Приамурского правительства от 08.07.1921 назначен внештатным генералом для поручений.
Остался в Советской России. На 10 июня 1931 года проживал во Владивостоке.

## Награды
- орден Св. Анны 3-й степени с мечами и бантом (1905)
- орден Св. Станислава 2-й степени с мечами (1905)
- орден Св. Владимира 3-й степени (1909)
- мечи к ордену Св. Владимира 3-й степени (1915)